# Bloedlaster in Rhodos
Bloedlaster in Rhodos was een kwestie van bloedlaster  in februari 1840 op het, destijds Ottomaanse, eiland Rhodos (vaak ook Rhodos geschreven), waarbij de joodse inwoners van het eiland beschuldigd werden door de lokale Grieks-orthodoxe gemeenschap, gesteund door Europese consuls, van het ontvoeren van christelijke kinderen om hen vervolgens op rituele wijze te offeren. Uiteindelijk vaardigde de sultan een decreet uit waarin de aangeklaagde joden in de incidenten in Rhodos en Damascus onschuldig werden verklaard en verder werden aanklachten op basis van bloedlaster in zijn geheel verboden.

## Achtergrond
De joodse gemeenschap in Rodos heeft een lange geschiedenis. De eerste vermelding van joden in Rodos dateert uit het jaar 140 v. Chr. De joodse reiziger Benjamin van Tudela gaf aan dat het eiland tijdens zijn bezoek circa 500 joodse inwoners had. Later, tijdens het regime van de Hospitaalridders kregen de joden de keuze tussen bekeren tot het christendom of de dood. Grootmeester Pierre d'Aubusson verdreef op zijn beurt de joodse burgers van Rhodos. Een deel van hen vocht aan Ottomaanse zijde tijdens het Beleg van Rodos (1522), terwijl de joden die zich eerder tot het christendom hadden bekeerd tegen de belegeraars vochten.
Gedurende de middeleeuwen werden Joden regelmatig uit verschillende Europese landen verdreven, waarbij vele van hen onderdak vonden in het Ottomaanse Rijk. Een van de bekendste voorvallen gebeurde toen op 31 maart 1492 het Verdrijvingsedict werd ingevoerd in het koninkrijk Castilië en het koninkrijk Aragon. Dat hield in dat de joodse burgers van beide staten verdreven werden en al hun bezittingen achter zich moesten laten, tenzij ze zich bekeerden tot het katholicisme. Van deze (zogeheten) Sefardisch joodse vluchtelingen werden er tussen de 150.000 en 250.000 opgevangen in het Ottomaanse Rijk, op persoonlijke uitnodiging van sultan Bayezid II. Een groot deel van de joodse vluchtelingen, naar schatting 100.000, vestigden zich in Salonica en Constantinopel. Een deel van de joden vestigden zich later in de 16e eeuw in Rhodos.
Destijds vond ook het eerste bloedlaster incident in Rodos plaats. Een joodse handelaar, Joshua de Granada, was verloofd met een meisje genaamd Rachel, maar een Griekse olijvenhandelaar, Anastasios, wilde ook met dat meisje trouwen. Om dat voor elkaar te krijgen beschuldigde hij de Granada van het vermoorden van een plaatselijke christelijke jongen, waarop de Granda bijna door een menigte christenen werd gelyncht. Toen bleek dat er helemaal geen jongetje zoek was, viel Anastasios door de mand. Hij werd gevangengezet maar slaagde er later toch in om te ontsnappen.
Dit soort beschuldigingen vonden vaker plaats in de regio waarbij de aanklagers in de meeste gevallen Grieken en Armeniërs waren. Er zijn geen incidenten bekend waarbij Ottomaanse moslims achter de beschuldiging zaten.

## Aanklacht
Een bekender voorval vond plaats in februari 1840 toen een boodschappenjongen uit Ialyssos verdween en niet meer werd teruggevonden. Twee Griekse vrouwen beweerden dat ze de jongen samen met vier joodse mannen hadden gezien vlak voordat hij verdween. Al snel werden er geruchten verspreid dat het jongetje opgeofferd was door de joden als ritueel slachtoffer. Eliakim Stambouli, een joodse burger, werd gearresteerd en na gemarteld te zijn bekende hij en beschuldigde ook andere joden, die vervolgens ook werden opgepakt. Hierna werd de joodse wijk een blokkade van 3 dagen opgelegd. Lokale Europese consuls en de Grieks-orthodoxe metropoliet bemoeiden zich openlijk met de zaak en beschuldigden de joden, en kregen hierbij ook steun van Yusuf Pasja, de Ottomaanse gouverneur van Rhodos. Volgens de joodse gemeenschap zochten de Europese consuls naar wegen om de joden van Rhodos uit te roeien of ze onder dwang te bekeren. Mogelijk lag de oorzaak van de beschuldigingen achter het feit dat kort daarvoor Griekse handelaren uit Simi hun monopolie over de lucratieve sponshandel hadden verloren ten gunste van joodse handelaren. Kort daarvoor vond er een vergelijkbare bloedlaster incident plaats in Damascus dat internationaal aandacht had gekregen.

## Nasleep
Drie joden en drie christenen uit Rodos werden naar Istanboel gebracht voor de rechtszaak. 
Toen de onschuld van de joden bewezen werd, werden de gevangenen vrijgelaten en de blokkade opgeheven. Vooraanstaande joden uit Europa, zoals Moses Montefiore en Adolphe Crémieux, hadden zich daarvoor ingezet. Montefiore werd op 28 oktober 1840 in Istanboel ontvangen door sultan Abdülmecit. De sultan vaardigde een decreet uit waarin de aangeklaagde joden in de incidenten in Rhodos en Damascus onschuldig werden verklaard en verder werden aanklachten op basis van bloedlaster in zijn geheel verboden.